# Ancistrus latifrons
Az Ancistrus latifrons a sugarasúszójú halak (Actinopterygii) osztályának harcsaalakúak (Siluriformes) rendjébe, ezen belül a tepsifejűharcsa-félék (Loricariidae) családjába tartozó faj.

## Előfordulása
Az Ancistrus latifrons Dél-Amerikában fordul elő. Az Amazonas felső szakaszánál levő Solimões folyómedencében található meg.

## Megjelenése
Ez a tepsifejűharcsafaj legfeljebb 15,4 centiméter hosszú.

## Életmódja
Trópusi és édesvízi halfaj. Mint a többi algaevő harcsafaj, a víz fenekén él és keresi meg a táplálékát.